# Weserbergland

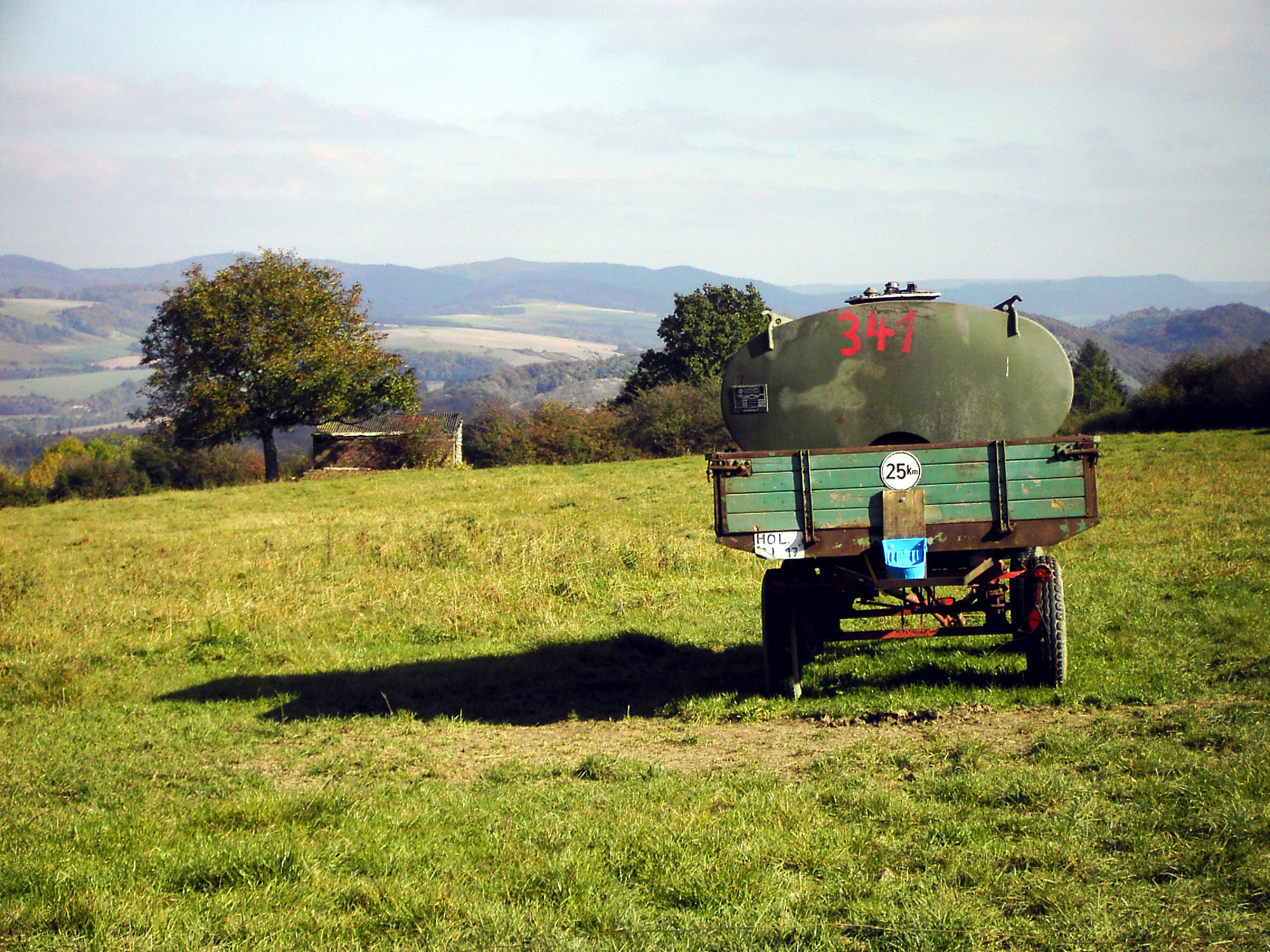
L'altopiano del Weser tra Heinsen e Polle

Il Weserbergland /ˈveːzɐˌbɛɐ̯klant/ (che in tedesco significa "altopiano del Weser") è una regione collinare (Bergland = altopiano, regione collinare) in Germania che attraversa la Bassa Sassonia, l'Assia, e la Renania Settentrionale-Vestfalia, vicino al fiume Weser. 

## Geografia

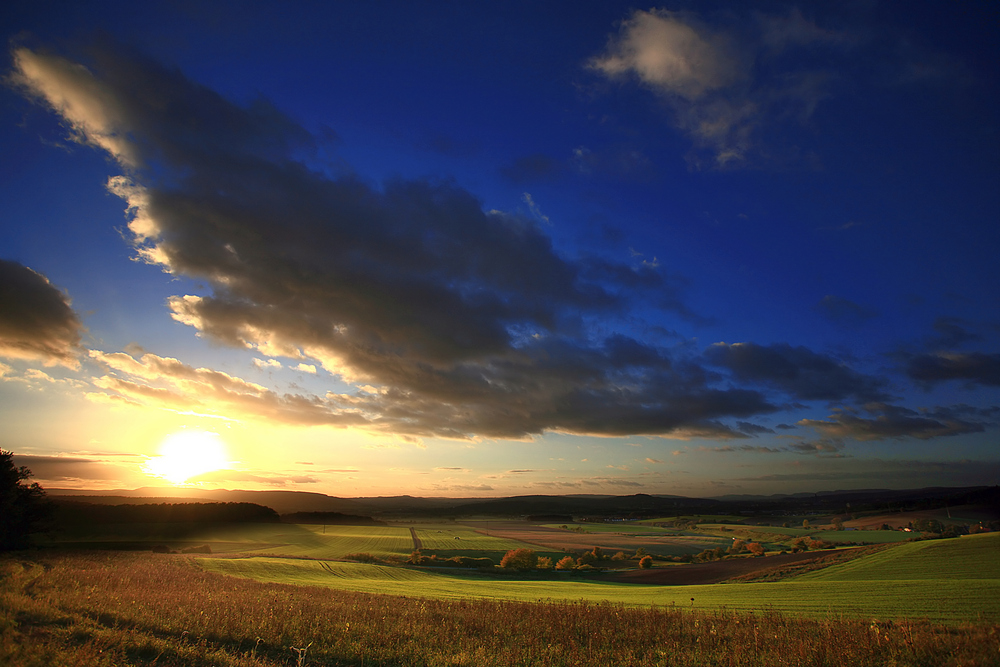
Tramonto sul Weserbergland

L'altopiano si estende grossomodo da Hann. Münden fino Porta Westfalica e parallelamente diverse catene, creste e colline isolate sono associate geologicamente al gruppo del Weserbergland.
La più vasta area boschiva contigua nelle montagne del Weser si trova sul Solling nel Parco Naturale Solling-Vogler. I suoi boschi si estendono verso sud fino a Reinardswald (sponda sinistra del Weser) e Bramwald (sponda destra), interrotti solo dal bacino dell'isola di Uslar e dalla stretta valle del Weser. Anche sul lato opposto dei fiumi Fulda e Werra - e quindi oltre le montagne del Weser - la fitta foresta continua più a sud senza interruzioni significative fino alla foresta di Kaufungen.
Gli ultimi grandi cambiamenti al paesaggio si realizzarono durante il corso delle ere glaciali che diedero origine a gran parte dell'attuale pianura settentrionale della Germania.

## Città principali
- Bad Karlshafen
- Holzminden
- Höxter
- Bodenwerder
- Hameln
- Rinteln
- Vlotho

## Cultura
La regione è ricca di edifici rinascimentali, con uno stile regionale peculiare, definito stile del Rinascimento del Weser. La regione coincide approssimativamente con la regione naturale delle colline della Bassa Sassonia secondo la classificazione della Agenzia federale tedesca per la conservazione della natura.
In questo paesaggio collinare trovano ambientazione ed ispirazione molte della favole dei fratelli Grimm, come ad esempio Biancaneve.

## Turismo

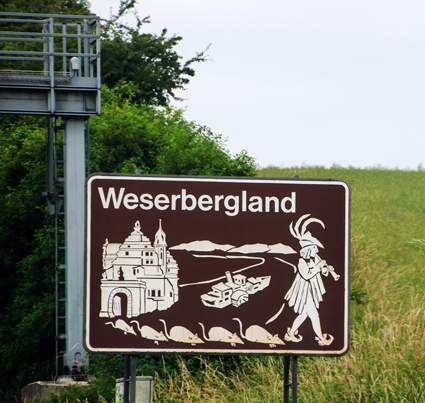
Informazioni turistiche su un cartello stradale

Il massiccio del Weserbergland rappresenta una nota meta turistica nella Bassa Sassonia, grazie alla presenza di molte città storiche. Ricordiamo qui l'abbazia di Corvey, patrimonio dell'UNESCO, nei pressi della città di Höxter.
Inoltre la regione presenta alcune aree naturalistiche protette, come il parco naturale Solling-Vogler. Molto interessante per gli amanti della natura è la presenza su questo altopiano di un albero piuttosto raro, il fagus selvatica tortuosa.
Un'altra attrazione turistica è la pista ciclabile che si snoda lungo il fiume Weser. Inoltre questo altopiano è una destinazione molto amata per i motociclisti, come lo è anche lo Harz.